# Daniel McFadden
Daniel Little McFadden (født 29. juli 1937 i Raleigh, North Carolina) er en amerikansk økonometriker. Han er professor ved University of Southern California og University of California, Berkeley. I 2000 modtog han Nobelprisen i økonomi sammen med en anden amerikansk økonometriker, James Heckman. McFadden fik sin Nobelpris for "sin udvikling af teori og metoder til analyse af diskrete valg".

## Baggrund
McFadden blev uddannet ved University of Minnesota, hvor han fik en bachelor-grad i fysik og en Ph.D.-grad i økonomi 5 år senere (i 1962). Hans vejleder ved University of Minnesota var Leonid Hurwicz, som selv modtog Nobelprisen i 2007.
I 1964 blev McFadden ansat ved UC Berkeley. Her forskede han bl.a. i problemerne med at forbinde økonomisk teori og den empiriske måling heraf. Han udviklede Random Utility-modellen, som han i en berømt analyse brugte til at forudsige, hvor mange mennesker der ville udnytte det nye Bay Area Rapid Transit-tog i San Francisco-området. Mens myndighederne på forhånd havde vurderet, at 15 % af pendlerne i området ville benytte toget, pegede McFaddens analyse på 6,3 %. Det faktiske antal viste sig at blive 6,2 %.
I 1974 offentliggjorde McFadden "conditional logit"-modellen, en meget anvendt økonometrisk model til at estimere visse former for diskrete valg.
I 1975 modtog McFadden den prestigefulde John Bates Clark-medalje, der gives til den amerikanske økonom under 40 år, som vurderes at have ydet det vigtigste bidrag til økonomisk tankegang og videnskab. I 1977 blev han ansat ved Massachusetts Institute of Technology (MIT), men vendte tilbage til Berkeley i 1991, hvor han grundlagde Econometrics Laboratory. I 2005 var han formand for den amerikanske sammenslutning af økonomer American Economic Association. 